# Tranedys
Der Tranedys ist eine megalithische Grabanlage der jungsteinzeitlichen Nordgruppe der Trichterbecherkultur im Kirchspiel Draaby in der dänischen Kommune Frederikssund.

## Lage
Das Grab befindet sich im Westen des Waldgebiets Nordskoven, wenige Meter westlich des Weges Sandvedsvang. In der näheren Umgebung gibt bzw. gab es zahlreiche weitere megalithische Grabanlagen.

## Forschungsgeschichte
In den Jahren 1873 und 1942 führten Mitarbeiter des Dänischen Nationalmuseums Dokumentationen der Fundstelle durch. Eine weitere Dokumentation erfolgte 1982 durch Mitarbeiter der Forst- und Naturbehörde.

## Beschreibung

### Architektur
Die Anlage besitzt eine niedrige Hügelschüttung unbekannter Form und Größe. Von der Umfassung sind mehrere Steine an der Ostseite des Hügels erkennbar; einer von ihnen ist gesprengt.
Der Hügel enthält eine Grabkammer. Sie ist ostnordost-westsüdwestlich orientiert. Zu den Maßen liegen keine Angaben vor. Von der Kammer sind nur noch der westsüdwestliche Abschlussstein und der angrenzende Wandstein der nordnordwestlichen Langseite erhalten. Aller anderen Wandsteine und der oder die Deckstein(e) fehlen. Der Kammer soll ein nordnordwest-südsüdöstlich orientierter Gang vorgelagert gewesen sein, von dem aber keine Steine erhalten sind. Das Grab wird in mehreren Berichten als Dolmen klassifiziert, die Angaben zum Gang sprechen aber eher für ein Ganggrab. Klaus Ebbesen führt die Kammer lediglich als Großsteingrab ohne genauere Klassifizierung.

### Funde
Zu einem nicht näher bekannten Zeitpunkt wurden aus dem Grab ein Rasiermesser und ein Doppelknopf aus Bronze geborgen. Beide befinden sich heute im Dänischen Nationalmuseum.